# Etrema crassilabrum
Etrema crassilabrum é uma espécie de gastrópode do gênero Etrema, pertencente à família Clathurellidae.